# Indigofera diphylla
Indigofera diphylla là một loài thực vật có hoa trong họ Đậu. Loài này được Vent. miêu tả khoa học đầu tiên.